# Theodor Tolsdorff

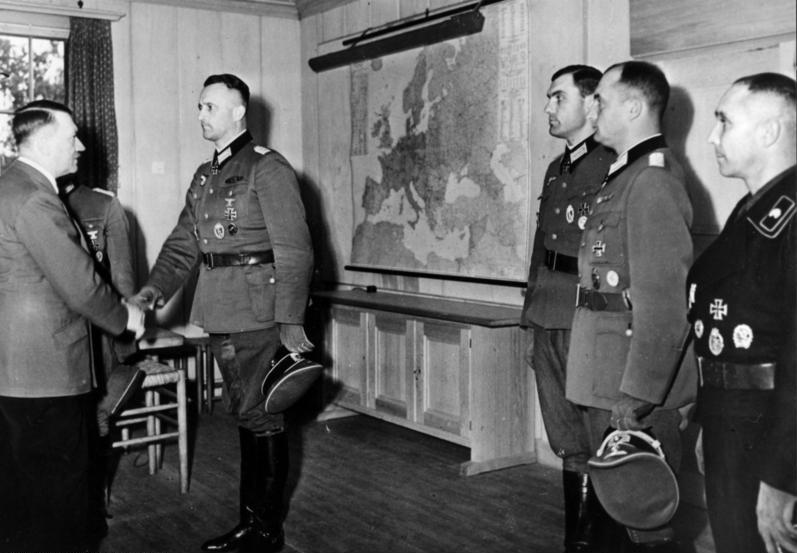
Theodor Tolsdorff entre Franz Bäke (extremo derecho) y Paul Schultz (saluda a Hitler, Walter Lange) (1943)

Theodor Tolsdorff (Lehnarten, Prusia Oriental; 3 de noviembre de 1909 - Wuppertal; 25 de mayo de 1978) fue uno de los militares alemanes de la Wehrmacht en la rama de infantería más condecorados de la Segunda Guerra Mundial, alcanzó el grado de Teniente General y se distinguió en el Frente Oriental y por su valentía extrema y méritos como soldado siendo galardonado con los Diamantes y Espadas de la Cruz de Caballero. Se le denominó el León de Vilna o Wilna y fue herido 14 veces en combate.

## Biografía
Theodor Tolsdorff, nació en Lehnarten en la Prusia Oriental en 1909, se trasladó a Königsberg donde hizo su enseñanza básica, luego estudió tecnología de la agricultura y se convirtió en un Administrador Agrícola en su ciudad natal.
A los 25 años dejó la agricultura, y en 1934 se une como voluntario al Regimiento nº 1 de Insterburg donde alcanzó el grado de teniente.

### Segunda Guerra Mundial
En los inicios de la Segunda Guerra Mundial, Tolsdorff forma parte de las filas de la Compañía n.º 14 que está adscrita al Regimiento de Fusileros Nº22 de la 1ª División de Infantería y participa de la Campaña de Polonia en 1939-1940, en dicha campaña obtiene la Cruz de Hierro de Segunda y Primera Clase sucesivamente (septiembre y octubre de 1941).
Su unidad es trasladada a Renania en vistas de la Campaña de Francia y lucha en Flandes (Bélgica) y Saumur al sur de París.
Seguidamente su unidad es trasladada a la frontera polaca y participa como parte del Grupo de Ejércitos Norte en dirección a Leningrado durante la Operación Barbarroja en junio de 1941. 

#### Frente Oriental
Durante el paso por las provincias de Estonia, Lituania y Letonia, es herido de gravedad perdiendo parte de su pie derecho en acción siendo trasladado a un hospital, es ascendido a Capitán (Hauptmann) y se le concede el mando de la Compañía 14.ª Panzerabeleitung siendo galardonado con la Cruz de Caballero.
Participa en los sangrientos combates por la ciudad de Leningrado y el lago de Ládoga liderando con su compañía el embolsamiento de importantes unidades enemigas en el bolsón de Volkhov en junio de 1942 donde gana fama como un soldado aguerrido y valiente siendo condecorado con la Cruz Alemana de oro. En esos mismos combates es herido de gravedad en la cabeza y es enviado a un hospital donde es dado de alta en septiembre de ese año. 
El 1 de enero de 1943, Theodor Tolsdorff es ascendido a coronel a cargo de la División nº 22 y enviado a la ciudad de Odessa, siendo herido a quemarropa en el estómago en un combate cuerpo a cuerpo, convalece en el hospital de Linz un par de semanas y vuelve al servicio activo. Es ascendido a teniente coronel y enviado a la Escuela de Cadetes del Ejército en Metz (Fahnenjunkerschule) donde permaneció muy poco tiempo solicitando su reintegro al frente de combate. 
El 15 de septiembre de 1943, recibe de manos del mismo Hitler, las Hojas de roble de la Cruz de Caballero.
En junio de 1944, en plena retirada del frente alemán es asignado para la defensa de la ciudad de Vilna que albergaba uno de los mayores hospitales de campaña del Frente Oriental. Theodor Tolsdorff retoma su mando de la División nº 22 y defiende vigorosamente dicha ciudad del embate soviético ganando tiempo para poder retirar a todos los heridos del frente de Járkov pertenecientes a las malogradas fuerzas de la División Panzergrenadier Großdeutschland a cargo de Hyazinth Graf Strachwitz, por esta acción Tolsdorff recibe las Espadas y Diamantes de la Cruz de Caballero, el 18 de julio de 1944 siendo promovido a coronel y se le da el mando del Regimiento de Granaderos nº 1067 (Heerestruppe). Por la valiente defensa de la ciudad de Vilna, Tolsdorff se ganó el merecido apodo de León de Vilna. En ese mismo momento de ser condecorado, Hitler le ordena tomar el curso de comandancias en Hirschberg.

#### Frente Occidental
El OKH alemán ordena a Theodor Tolsdorff supervisar en Thorn la formación de la División Volksgrenadier Nº 340 en pro de la defensa de Prusia Oriental.
En noviembre de 1944, su unidad, la División Volks-Grenadier nº 340 es re-asignada para la Batalla de las Ardenas siendo adscrita al 5º Cuerpo Panzer al mando de Hasso von Manteuffel. La unidad de Tolsdorff se destaca por sus acciones y es ascendido a teniente general, se le asigna el comando del 82.º Cuerpo Panzer con base en Amberg.
El 8 de mayo de 1945, su unidad se entrega a la 101.ª División Aerotransportada en Austria.

### Postguerra y Vida final
Theodor Tolsdorff fue liberado en 1947 sin formulación de cargos hasta ese momento; después de la guerra trabajó en diversos oficios relacionados con la construcción de vías. 
En 1952, dada su fama como el militar más condecorado del Heeres fue sometido a un mediático juicio por crímenes de guerra enfrentando la acusación del asesinato del capitán de ejército Franz Xaver Holzhey, hecho ocurrido en los primeros días de mayo de 1945, donde Holzhey fue sometido a una ejecución sumaria arbitraria por el cargo de cobardía, supuestamente ordenada por Tolsdorff que finalmente no cuajaron en sentencia definitiva siendo considerado como No culpable en 1960.
Llegó a gerente de sucursal en Dortmund a cargo de una empresa de asfalto en 1969 y se jubiló en 1974. El 25 de mayo de 1978, sufrió un gravísimo accidente traumático en la ciudad de Wuppertal que le costó la vida a los 69 años.

## Condecoraciones
- Cruz de Hierro (1939)
  - De Segunda Clase (22 de septiembre de 1939)[3]
  - De Primera Clase (23 de octubre de 1939)[3]
- Insignia de Asalto de Infantería en plata[4]
- Medalla de Herido (1939) en Oro[4]
- Insignia de Destrucción de Tanques[4]
- Cruz de Alemania en oro 23 de agosto de 1942 siendo Hauptmann del I./Infanterie-Regiment 22[5]
- Cruz de Caballero de la Cruz de Hierro (4 de diciembre de 1941, siendo Oberleutnant y Jefe del 14./Infanterie-Regiment 22) con:
  - Hojas de Roble (15 de septiembre de 1943 siendo Comandante Jefe del I./Füsilier-Regiment 22),[5]
  - Espadas (18 de julio de 1944 siendo Oberstleutnant Jefe del Grenadier-Regiment 1067 y Jefe del Kampfgruppe Tolsdorff)[5] y
  - Diamantes (18 de marzo de 1945 siendo Generalmajor y Comandante del 340. Volksgrenadier-Division)[5]
- Mención del Wehrmachtbericht (14 de julio de 1944)